# گوگلی
گوگلی یک روستا در ایران است که در دهستان تکمران واقع شده‌است. گوگلی ۳۰۶ نفر جمعیت دارد.